# Acinodendron aurea
Acinodendron aurea är en tvåhjärtbladig växtart som beskrevs av Constantine Samuel Rafinesque. Acinodendron aurea ingår i släktet Acinodendron och familjen Melastomataceae. Inga underarter finns listade i Catalogue of Life.